# Spartanburg

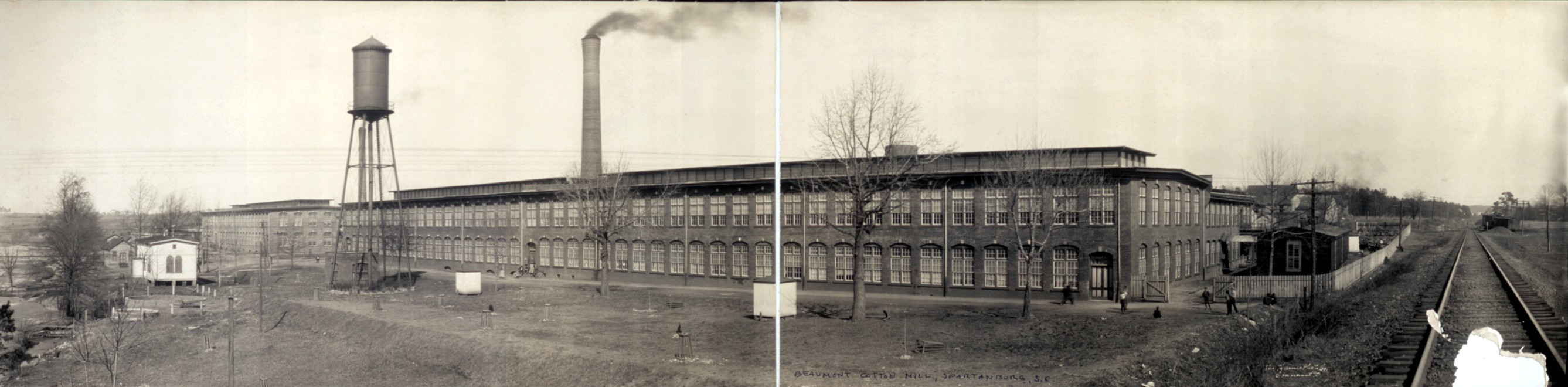
Beaumont Cotton Mill i Spartanburg omkring 1909

Spartanburg är en stad i Spartanburg County i delstaten South Carolina i USA. Spartanburg är administrativ huvudort (county seat) i Spartanburg County. 
BMW har bilproduktion här. Milliken & Company har haft sitt huvudkontor i Spartanburg sedan 1958.

## Kända personer
- Roger Milliken